# Shamil Gaziev
Shamil Hasbulatovich Gaziev, né le 10 février 1990 à Khunzakh, Dagestan, Russie en Union Soviétique est un pratiquant bahreïnien d'arts martiaux mixtes (MMA), d’origine russe. Il combat dans la catégorie des poids lourds à l'Ultimate Fighting Championship, où il est actuellement classé 12e

## Carrière en arts martiaux mixtes
Il a commencé le MMA au début de la vingtaine, a participé à des tournois nationaux avant de disputer son premier combat amateur en 2018.
Il a fait ses débuts professionnels en MMA en 2020 à l'âge de 30 ans, accumulant un bilan de 10 victoires et aucune défaite avant d'être invité à participer à la 7e saison du DWCS en 2023, où il a remporté sa victoire et obtenu un contrat.

## Palmarès en arts martiaux mixtes
| 15 combats     | 14 victoires | 1 défaites |
| Par KO         | 9            | 1          |
| Par soumission | 3            | 0          |
| Sur décision   | 2            | 0          |

| Résultat | Record | Adversaire            | Méthode                           | Événement                               | Date               | Round | Temps | Lieu                           | Notes                     |
| -------- | ------ | --------------------- | --------------------------------- | --------------------------------------- | ------------------ | ----- | ----- | ------------------------------ | ------------------------- |
| Victoire | 14-1   | Thomas Petersen       | TKO (coup de poing)               | UFC Fight Night: Adesanya vs. Imavov    | 1er février 2025   | 1     | 3:12  | Riyad, Arabie Saoudite         |                           |
| Victoire | 13-1   | Don'Tale Mayes        | Décision unanime                  | UFC on ABC: Sandhagen vs. Nurmagomedov  | 3 août 2024        | 3     | 5:00  | Abu Dhabi, Émirats Arabes Unis |                           |
| Défaite  | 12-1   | Jairzinho Rozenstruik | TKO (arrêt de l’arbitre)          | UFC Fight Night: Rozenstruik vs. Gaziev | 2 mars 2024        | 4     | 5:00  | Las Vegas, Nevada, États-Unis  |                           |
| Victoire | 12-0   | Martin Buday          | TKO (coups de poing)              | UFC 296                                 | 16 décembre 2023   | 2     | 0:56  | Las Vegas, Nevada, États-Unis  | Performance de la soirée. |
| Victoire | 11-0   | Greg Velasco          | Soumission (étranglement arrière) | Dana White's Contender Series 63        | 1er septembre 2023 | 1     | 2:38  | Las Vegas, Nevada, États-Unis  |                           |
| Victoire | 10-0   | Darko Stošić          | TKO (coups de poing)              | Brave CF 69                             | 18 février 2023    | 1     | 2:54  | Belgrade, Serbie               |                           |